# Муфф, Шанталь
Шанта́ль Муфф (фр. Chantal Mouffe; 17 июня 1943, Шарлеруа, Бельгия) — бельгийский политический философ.

## Биография
Шанталь Муфф училась в Лёвене, Париже и Эссексе, а впоследствии преподавала во многих университетах мира (в Европе, Северной и Латинской Америке). Она также занимала должности профессора в Гарварде, Корнеллском университете, Принстонском университете и в Национальном центре научных исследований (CNRS) в Париже. В течение 1989—1995 годов она была руководителем программы в Международном философском колледже (College International de Philosophie) в Париже. В настоящее время является профессором кафедры политологии и международных отношений Вестминстерского университета в Великобритании, где она руководит Центром по изучению демократии.
Шанталь Муфф замужем за Эрнесто Лакло, у них трое детей.

## Научный вклад
Она наиболее известна своим вкладом в развитие Эссекской школы дискурс-анализа, а также сотрудничеством с Эрнесто Лакло над книгой «Гегемония и социалистическая стратегия» (1985), которая стала образцом постмарксистского исследования, основанного на теории гегемонии Грамши, постструктурализме и теориях идентичности, которые переопределяют политику левых в терминах радикальной демократии.
Шанталь Муфф критически относится к концепции «делиберативной демократии» (особенно в версиях Хабермаса и Роулза), она известна своим критическим анализом трудов Карла Шмитта, в частности его концепта «политического» (англ. the political). Радикализацию современной демократии Шанталь Муфф описывает в терминах «агонистического плюрализма». В последнее время она стала подчёркивать радикальный потенциал художественных практик.

### Диссенсуальная модель
Шанталь Муфф является автором т. н. диссенсуальной модели политического взаимодействия. В отличие от консенсуальной модели, предполагающей поиск консенсуса и сглаживание противоречий, диссенсуальная модель работает в случаях, когда консенсус в принципе невозможен из-за принципиального различия политических парадигм. По мнению Шанталь Муфф, в таких случаях, консенсус не только невозможен, но и вреден, поскольку даже в случае достижения такового, это достижение будет иметь следствием исключение и подавление альтернативных мнений. Поэтому вместо поиска заведомо мнимого и устраняющего различия консенсуса, модель предполагает признание различий и обсуждение возможных границ последних.

### Агонистическая демократия
Эта концепция агонистической демократии зиждется на диссенсуальной модели. Муфф утверждает, что в обществе всегда присутствует антагонизм. В этом она ссылается на Карла Шмитта, который объяснял «политическое» через противопоставление «друг-враг». Муфф тоже допускает непобедимость антагонистического аспекта конфликта в основе которого противопоставление «мы-они». С другой стороны, в отличие от Карла Шмитта, она также допускает возможность его обуздания. Для этого она вводит такой тип отношений как агонизм.
- антагонизм — такое отношение, при котором стороны являются друг другу врагами, взгляды которых не имеют ничего общего
- агонизм — такое отношение «мы-они», при котором конфликтующие стороны согласны в том, что оптимального решения их конфликта не существует, в то же время каждая из сторон признаёт легитимность оппонента. При таких отношениях конфликтующие стороны переходят из статуса врагов в статус противников. «Это означает, что несмотря на своё участие в конфликте, стороны считают себя принадлежащими к единому символического пространству, внутри которого и происходит конфликт»[6].

Таким образом, согласно концепции агонистической демократии Муфф, задача демократии заключается в том, чтобы трансформировать антагонизм в агонизм.